# ندای هفت شهاب آسمان
ندای هفت شهاب آسمان (به انگلیسی: Seven Skies Entertainment) و یا به اختصار سِوِن اِسکایز، یک شرکت فیلمسازی مستقل است که در سال 1397 توسط بازیگر سرشناس شهاب حسینی تاسیس شد. این شرکت بر توزیع فیلم‌های کوتاه و تولید فیلم‌های مستقل و سریال تمرکز دارد و هدف آن حمایت از فیلمسازان نوظهور می‌باشد. این مجموعه تاکنون فعالیت‌های هنری خود را نه تنها در ایران، بلکه در قالب بین‌المللی نیز گسترش داده است.

## درباره
ندای هفت شهاب آسمان در سال ۲۰۱۸ تأسیس شد و در ایالات متحده و ایران فعالیت می‌کند. این شرکت در زمینه‌های مختلفی فعالیت داشته است، از جمله توزیع فیلم‌های کوتاه در جشنواره‌های بین‌المللی که توسط بخش توزیع خود، Seven Skies Distribution، مدیریت می‌شود. همچنین برنامه‌هایی را برای حمایت از فیلمسازان نوظهور و معرفی سینمای ایران از طریق گفتگوها و پخش آنلاین فیلم در کانال اختصاصی یوتیوب شرکت توسعه داده است.
از سال ۲۰۲۲، این شرکت جشنواره‌ای با نام انگلیسی Seven Skies International Short Film Festival (SSISFF) را برگزار می‌کند که به نمایش فیلم‌های کوتاه و مستقل از سراسر جهان اختصاص دارد. علاوه بر فعالیت‌هایش در حوزه فیلم، ندای هفت شهاب آسمان به حوزه‌هایی مانند برندینگ، خدمات دیجیتال و گسترش حضور بین‌المللی هنرمندان و پروژه‌های خلاق از طریق بخش Seven Skies Studio نیز ورود کرده است.

## اعضا
- بنیان‌گذار و رئیس هیئت‌مدیره: شهاب حسینی
- مدیر عامل: رضا دادوئی
- مدیر داخلی و سرپرست استودیوی تبلیغاتی: ساناز ارجمند
- سرپرست جشنواره‌ها و فروش بین‌المللی: Seven Skies Distribution
- سرپرست دپارتمان پساتولید: مهدی حسینی
- سرپرست فناوری اطلاعات: امیررضا کلانتری